# Getúlio Vargas, Rio Grande do Sul
Getúlio Vargas là một đô thị thuộc bang Rio Grande do Sul, Brasil. Đô thị này có diện tích 286,564 km², dân số năm 2007 là 15961 người, mật độ 55,7 người/km².